# Giovanni Grevenbroeck
Giovanni Grevenbroeck detto il Solfarolo (Paesi Bassi, 1650 circa – Milano, dopo il 1699) è stato un pittore olandese del secolo d'oro.

## Biografia
Giovanni Grevenbroeck è il capostipite di una famiglia di pittori paesaggisti originaria dei Paesi Bassi principalmente operosa in Italia. Con il medesimo cognome si annoverano: Orazio Grevenbroeck (Milano, 1676 – Napoli, 1739), Alessandro Grevenbroeck (fine del XVII° secolo – Venezia, post 1748) e Carlo Leopoldo Grevenbroeck (Milano, fine del XVII° secolo – Napoli, post 1757), ritenuti dalla critica suoi discendenti diretti.
La prima degna notizia sulle origini dell’artista deve essere fatta risalire al De Boni, che riferisce del pittore in questi termini: venne giovane in Italia, ed era nato in Germania circa il 1650.
Alcuni documenti d’archivio riferiti al figlio Carlo Leopoldo rivelano, in modo incidentale, importanti tasselli sulla biografia del padre Giovanni; si desumono infatti sia le nobili origini del pittore, fatte risalire al casato di Jülich, italianizzato Guliers, sia l’indicazione di Rotterdam come luogo di nascita: Carlo Leopoldo Grevenbroeck figlio del fù Illustrissimo Barone Giovanni De Consigniori di Guliers nelle Fiandre; Carlo Leopoldo oriundo Olandese della Città di Milano del fù Illustrissimo Signor Conte del Ponte Barone di Grevembrok oriundo Olandese […] Giovanni nativo di Rotterdam.
Dopo l'apprendistato compiuto nelle Fiandre, Giovanni Grevenbroeck, probabilmente per completare la sua educazione, giunge in Italia, in quanto, come variamente menzionato da molti storiografi, risulta inserito tra la fitta schiera dei – in molti casi – semisconosciuti pittori fiamminghi di stanza a Roma.  La prova del suo soggiorno italiano ci arriva dalla pubblicazione del Bertolotti (1880), che raccoglie notizie e documenti tratti dalle fonti archivistiche romane. Tra essi lo studioso riporta un estratto da un atto processuale, dal quale emerge che il paesaggista risulta presente nella Città Eterna fin dall’agosto del 1667, dove viene appellato con il nome di Giov. Frangrefenbruch.
Durante il suo soggiorno a Roma, il paesaggista riceve commissioni dalla famiglia Colonna; nell’inventario n. 25 del 1714 sono registrati i seguenti dipinti: Marina con Levata dj sole, Marina con Vascelli e barche restaurate, due sopraporti rappr.due marine, una marina originali del Solfarolo.
Giovanni Grevenbroeck viene segnalato a Milano dal 1672, ciò è attestato sia dalla presenza di suoi dipinti presso la Galleria milanese di Casa Mazenta, sia dalle fonti critiche. Lo Zani, infatti, nel 1822 lo cita come Guembroech Giovanni soprannominato il Solfarolo, che fioriva ed operava a Milano intorno all’anno 1675.
Per quanto concerne l’appellativo “Solfarolo”, trascritto negli antichi documenti, dobbiamo rifarci al Soprani-Ratti (1769) che riferisce in merito: Fioriva di que’ dì in Milano un Pittore per nome Giovanni Gruembroech, appellato comunemente il Solfarolo, a cagione d’un certo fuo genio di dipingere vedute di paesi, che ardeffero.
Giovanni Grevenbroeck trascorre a Milano gran parte della propria esistenza; in tale contesto ha modo di dipingere paesaggi e marine che entreranno a far parte delle più rinomate gallerie milanesi del tempo. Nella capitale lombarda costituisce una scuola pittorica che accoglie tra i suoi membri anche il pittore Carlo Antonio Tavella.
Giovanni Grevenbroeck risulta altresì annoverato tra i fondatori dell’Accademia di S. Luca dei pittori, scultori ed architetti di Milano. Tale confraternita artistica, istituita nell’ottavo decennio del Seicento (1688) a “ridotta immagine” dell’omologa accademia romana, costituiva un tramite all’insegnamento e alla promozione delle arti. Si trattava di un’istituzione dinamica, a cui afferivano anche un buon numero di paesaggisti. Tra costoro anche il Nostro. Il suo nome risulta registrato in svariati verbali della corporazione tra il 1687 e il 1699.
Gli studi degli ultimi decenni sul collezionismo milanese e lombardo secentesco hanno consentito un’attività ricognitiva anche rispetto alle opere di Giovanni Grevenbroeck, identificato in molti casi attraverso l’epiteto di “Olandese”, a volte preceduto dalle prime tre lettere del suo nome (Gio).
Le marine all’alba e al tramonto e i paesaggi con incendi di Giovanni Grevenbroeck vengono rintracciati in numerosi inventari milanesi  - quadreria del conte Filippo Maria Stampa (1756), Inventario di Gian Matteo Pertusati (1738), Collezione Caroelli (1720), quadreria di Palazzo Annoni (1731), Galleria Mazenta (1672), Inventario Trivulzio (1678) -, nell'Inventario Giovanni Battista Secco Borella Conte di Vimercate (1733) si annoverano Cinque sopraporti rappresentanti Marine del Solfaroli detto l’Olandese. Un ulteriore suggello del legame che univa Giovanni al collezionismo lombardo, che costituisce altresì una prova diretta della relazione pittore-committenza collegata al circuito accademico di San Luca, giunge da una serie di registrazioni di pagamento al paesaggista per una serie di piccole composizioni (Libri di Cassa di Vitaliano VI Borromeo, anni 1680-1690), tra cui con ogni probabilità una coppia di dipinti rappresentanti marine, tuttora conservata nella raccolta Borromeo all’Isola Bella.

## Contesto artistico, temi e stile
Le composizioni di Giovanni Grevenbroeck racchiudono rispetto alla scena artistica tardo secentesca un finissimo concentrato di novità formali e di genuina vena poetica.
La tipologia illustrativa evoca gli esempi del paesaggismo italianizzante sviluppatosi a Roma nel corso del Seicento, genere pittorico importato dal Lorrain (Chamagne, 16 dicembre 1600 – Roma, 23 novembre 1682) e formalizzato attraverso il vasto repertorio di artefici autoctoni come Salvator Rosa (Napoli, 22 luglio 1615 – Roma, 15 marzo 1673).
Le marine del Solfarolo, pur ispirandosi per struttura compositiva agli scorci portuali dei conterrani Adriaen van der Cabel (Rijswijk, 1630 – Lione, 1705) e Pieter Mulier il Giovane, detto Cavalier Tempesta (Haarlem, 1637 – Milano, 29 giugno 1701), offrono un’interpretazione meno solenne e classicista del soggetto, chiamando lo spettatore entro una sorta di prezioso pastiche, dove l’acuto descrittivismo trascolora in immagine di pura fantasia. Le roccaforti e gli eleganti vascelli vengono codificati entro un distillato paesaggismo, dove è proprio il variegato comporsi degli accidenti di luce e dei riverberi dei suoi raggi a muovere un pennello attento fino allo scrupolo nel registrare il minimo dettaglio che pretenda di rappresentare. Rispetto al tema, questa peculiarità d’approccio si traduce in uno stile assai riconoscibile, che rappresenta il tratto distintivo dell’autografia dell’oriundo olandese, espresso dal peculiare plasticismo connesso ai volumi delle masse nuvolose e dalla cura nei confronti del dato atmosferico. Proprio quest’ultima nota produce quella che è sostanzialmente la novità di Giovanni Grevenbroeck, passato alla cronaca per via della maniera di dipingere fiammanti vedute di paesi. Alla componente luministica, infatti, è affidato il compito di rivelare ogni frammento naturalistico, delineare la morfologia degli anfratti rocciosi, allungarsi sopra il suolo come sullo specchio d’acqua, punteggiare i profili delle imbarcazioni con crepitii dal colore giallognolo, scorrere sugli stereotipati torrioni e approdare infine su di un microcosmo umano dalla spontanea e vivace gestualità.

## Opere in collezioni pubbliche
L’affinità con le formule compositive dei figli ha dato luogo a classificazioni imprecise, che hanno arricchito il corpus di questi ultimi a discapito di quello paterno. A tutt’oggi in molte collezioni museali e private si rintracciano opere eseguite da Giovanni Grevenbroeck attribuite ad Orazio Grevenbroeck.
Tra le opere conservate in collezioni pubbliche si segnala un pendant di dipinti (olio su rame, cm 34 x 52 ciascuno) conservato presso il Musée des Beaux-arts et de la Dentelle di Alençon: un Porto di mare,  rappresentato con velieri e fortificazioni ed un Porto di mare, rappresentato al tramonto con al centro del molo una statua equestre. Quest’ultimo è datato e firmato 1690 Gio. Grevenbroeck. Il riconoscimento del pendant a Giovanni Grevenbroeck si deve al Roethlisberger (1970); dello stesso avviso è Dassie (2019).
Un’altra coppia di opere affini alle precedenti, tuttora classificata con un'attribuzione al figlio Orazio, ma appartenente all'autografia di Giovanni, è conservata presso il Musée Bertrand a Chateauroux: Marina all’alba, (olio su tela, cm 84,5 x 119) e Marina al tramonto (cm 85 x 118,5).
Un ulteriore dipinto (olio rame su rame, cm 42 x 31) rappresentante Scena di porto all’alba è conservato presso la Pinacoteca del Castello Sforzesco di Milano.
Si segnalano altresì due scene di porto con navi alla fonda a Milano (olio su tela, cm 42 x 65 ciascuno) appartenenti alla Collezione d’arte Credem.↵
Appartengono al corpus del Solfarolo anche due disegni conservati presso il British Museum rappresentanti rispettivamente una Scena di porto ed una Scena costiera.